# Lancers de Lansing
Les Lancers de Lansing sont une franchise de hockey sur glace ayant évolué dans la Ligue internationale de hockey.

## Historique
L'équipe a été créée en 1974 à Lansing au Michigan et prit part à la saison 1974-1975 de la LIH. En raison de problèmes financiers consécutifs au faible nombre de spectateurs, les Lancers mirent fin à leur activité après n'avoir pris part qu'à 41 des 75 rencontres du calendrier régulier.

### Saisons en LIH
Note : PJ : parties jouées, V : victoires, D : défaites, N : matchs nuls, DP : défaite en prolongation, DF : défaite en fusillade, Pts : Points, BP : buts pour, BC : buts contre, Pun : minutes de pénalité
| Saison    | PJ | V  | D  | N | Pts | Classement             | Séries éliminatoires | Entraîneur    |
| --------- | -- | -- | -- | - | --- | ---------------------- | -------------------- | ------------- |
| 1974-1975 | 41 | 12 | 28 | 1 | 25  | 6e place, division Est | hors des séries      | Réal Turcotte |